# Sudan (regija)
Sudan je geografska regija večinoma v zahodni, nekoliko pa tudi v vzhodni Afriki, ki se razprostira južno od Sahela, med državama Mali in Sudan. To regijo zaznamuje polsuho (semiaridno) podnebje in tako prejme več dežja kot Sahel ter je zato bolj primerna za kmetovanje. Južne predele regije prekriva deževni gozd. Ime izhaja iz arabskega pojma bilâd as-sûdân in pomeni deželo črnih.